# パパナシ

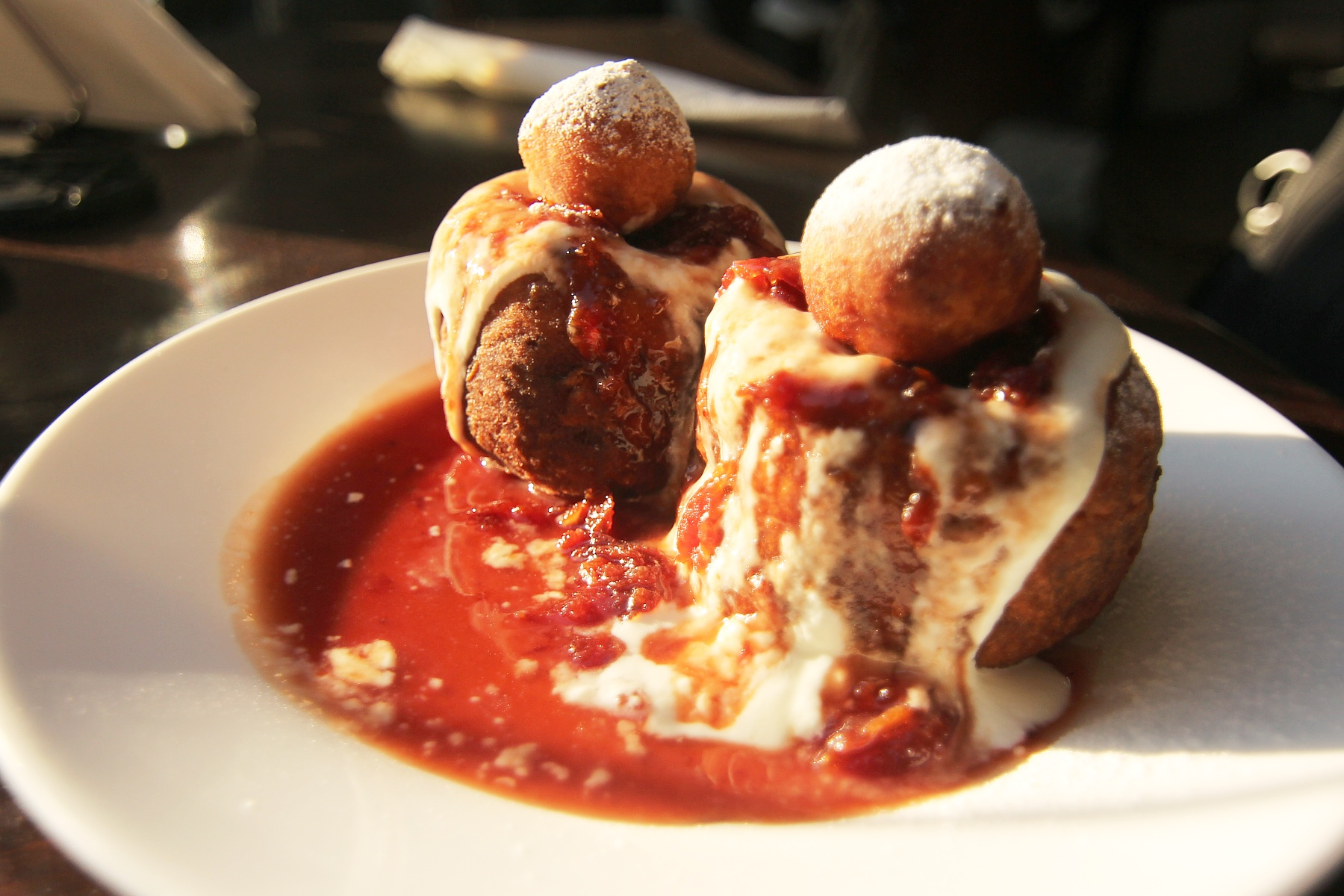
パパナシ

パパナシ（ルーマニア語: Papanași）は、ルーマニアの揚げ菓子であり、ウルダとサクランボのジャムを掛けた洋菓子。 

## 歴史
ルーマニアはローマ帝国の政治下にあった時に、アピキウス(Apicius)と言うラテン人の料理人がDe re Coquinariaにこの東菓子の最初のレシピの作り方を紹介した。

## 語源
パパナシのパパは、ラテン語で子供言葉で食べ物を意味する。